# NGC 5386
NGC 5386 este o galaxie lenticulară situată în constelația Fecioara. A fost descoperită în 29 aprilie 1786 de către William Herschel. Se află la o distanță de 64,51 de megaparseci de Pământ.